# Pictobalcis articulata
Pictobalcis articulata är en snäckart som först beskrevs av G.B. Sowerby I 1834.  Pictobalcis articulata ingår i släktet Pictobalcis och familjen Eulimidae. Inga underarter finns listade i Catalogue of Life.